# Cremocarpon fissicorne
Cremocarpon fissicorne är en måreväxtart som beskrevs av Cornelis Eliza Bertus Bremekamp. Cremocarpon fissicorne ingår i släktet Cremocarpon och familjen måreväxter. Inga underarter finns listade i Catalogue of Life.